# 新错
新错（藏語：ཤིང་མཚོ།，威利转写：shing mtsho，THL：Shingtso）也作兴错，位于中国西藏自治区林芝市工布江达县境内，地处工布江达县东部，湖面海拔3820米，面积3.7平方公里。湖水从南部流出注入西部的巴松错。